# José Manuel Ortiz Gómez
José Manuel Ortiz Gómez, más conocido como Ortiz (nacido el 6 de agosto de 1972) es un exfutbolista español. Ortiz jugaba como interior izquierdo.

## Clubes
| Club         | País   | Año       |
| ------------ | ------ | --------- |
| CA Malagueño | España | 1990-1991 |
| CD Málaga    | España | 1991-1992 |
| CA Malagueño | España | 1992-1994 |
| Cádiz CF     | España | 1994-1996 |
| CF Gavà      | España | 1995-1996 |
| UD San Pedro | España | 1996-1998 |
| CP Almería   | España | 1998-1999 |
| Xerez CD     | España | 1999-2001 |
| Motril CF    | España | 2001-2002 |
| Algeciras CF | España | 2002-2004 |
| CD Linares   | España | 2003-2004 |
| Antequera CF | España | 2004-2005 |